# Parm Bains
Pour les articles homonymes, voir Bains.
Paramvir « Parm » Bains est un homme politique canadien. Il représente la circonscription de Steveston—Richmond-Est de 2021 à 2025 et de Richmond-Est—Steveston depuis 2025 sous la bannière du Parti libéral du Canada.

## Biographie
Bains se porte candidat pour le Parti libéral du Canada dans la circonscription de Steveston—Richmond-Est en vue des élections canadiennes de 2021. Il affronte notamment le député sortant Kenny Chiu, en place depuis un mandat. Dans une soirée où les libéraux remporte Richmond, avec, entre autres, la victoire de Wilson Miao dans la circonscription plus conservatrice de Richmond-Centre, il bat Chiu et est élu.